# إيليا غولوسوف (لاعب كرة قدم)
إيليا غولوسوف (الروسية: Голосов, Илья Евгеньевич) هو لاعب كرة قدم روسي، ولد في 9 أغسطس 2001 في روستوف على نهر الدون في روسيا. لعب مع سبارتاك موسكو.

## وصلات خارجية
- إيليا غولوسوف (لاعب كرة قدم) على موقع قاعدة بيانات كرة القدم.إي يو (الإنجليزية)
- إيليا غولوسوف (لاعب كرة قدم) على موقع Soccerway.com (الإنجليزية)
- إيليا غولوسوف (لاعب كرة قدم) على موقع عالم كرة القدم.نت (الإنجليزية)